# Bigo (Gênes)
Pour les articles homonymes, voir Bigo.
Le Bigo est une structure architecturale créée en 1992 et située dans le vieux port de Gênes.

## Description
Conçu par le célèbre architecte génois Renzo Piano pour l'Exposition spécialisée sur Christophe Colomb en 1992, le nom et le design sont inspirés du bigo, c'est-à-dire la grue utilisée pour le chargement et le déchargement dans l'environnement naval.
Le Bigo a, en plus d'une fonction de symbole, également une fonction structurelle (soutien du chapiteau de la place des fêtes voisine) et touristique : en effet, il dispose d'un ascenseur panoramique qui monte jusqu'à 40 m de haut et tourne à 360 degrés ; à l'intérieur, la vue sur la ville de Gênes est guidée, sur fond musical, à travers des panneaux écrits et des guides vocaux en différentes langues qui indiquent les bâtiments et les édifices dignes d'intérêt. Lorsqu'il est actif, l'ascenseur quitte le sol toutes les 10 minutes.
Les structures du Bigo ont été confiées à Ove Arup & Partners et ont été calculées par l'ingénieur Peter Rice. Ce dernier avait déjà participé au projet de l'Opéra de Sydney et avait été chef de projet au Centre Pompidou à Paris en 1976.

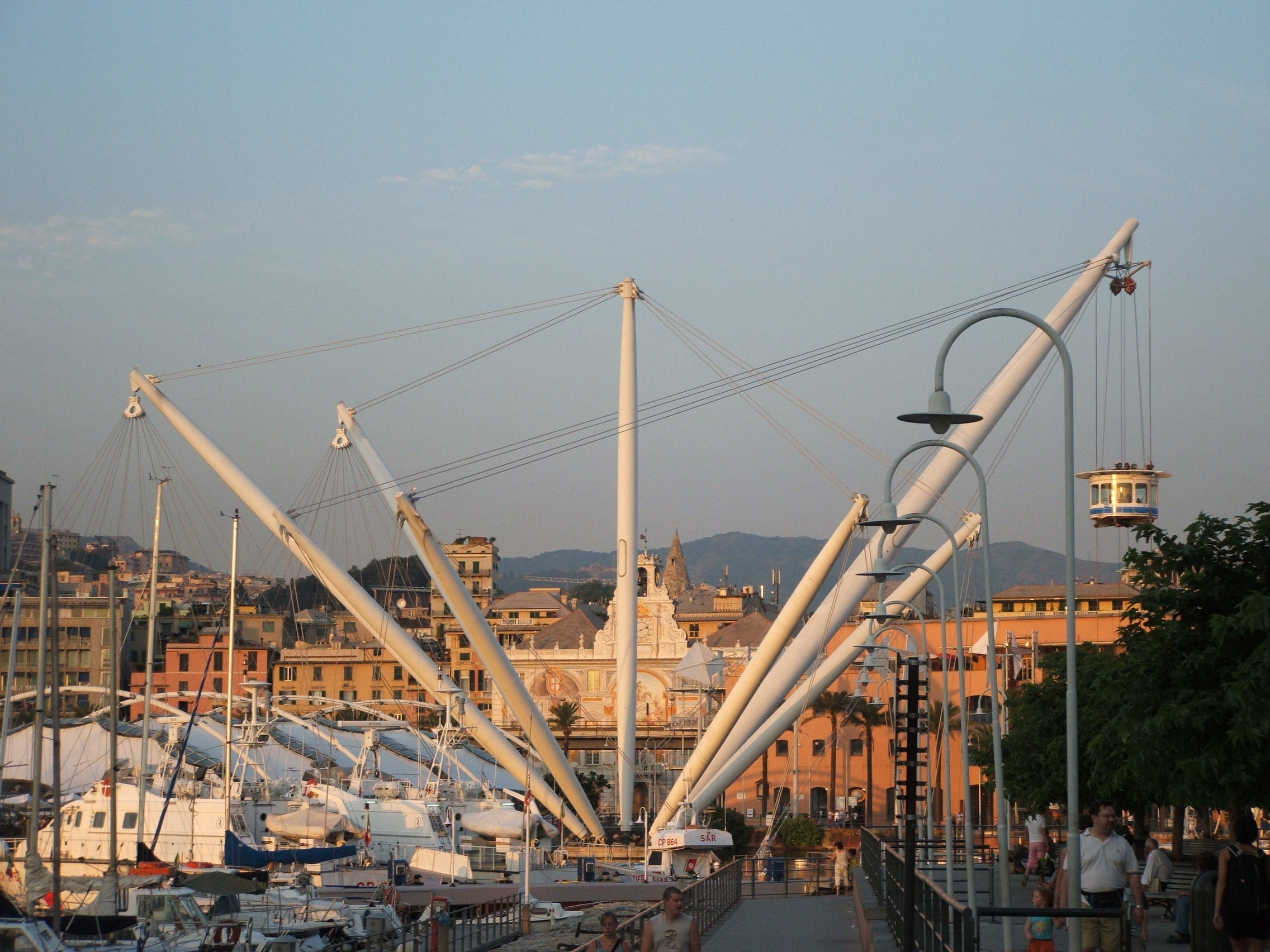
Le Bigo
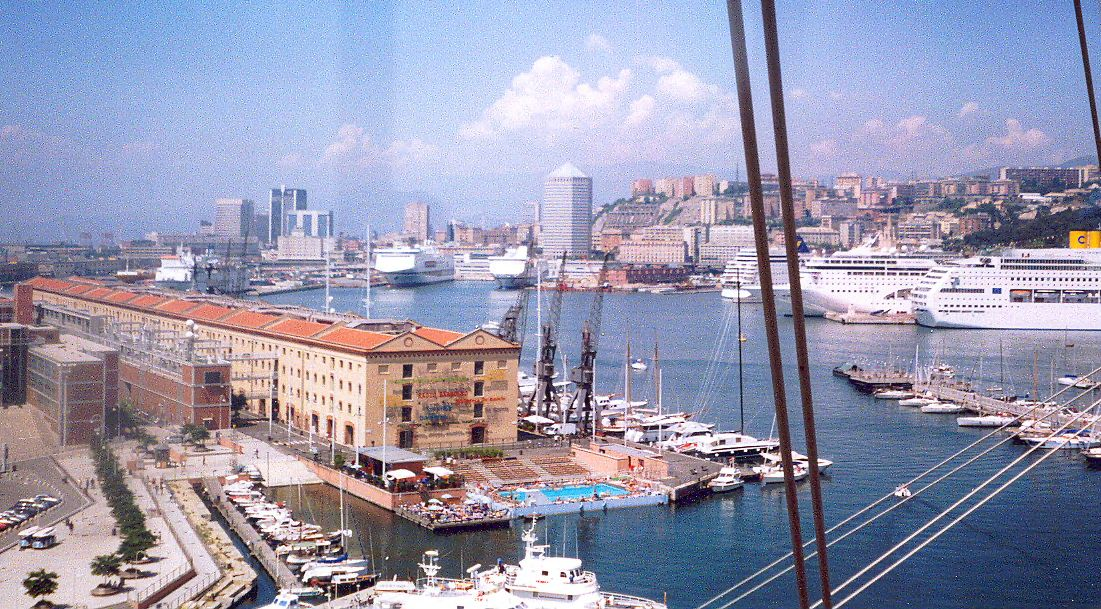
Le port vu du Bigo avec, à gauche, les Magazzini del Cotone.